# 小西坝
29°56′18.763″N 121°26′58.16″E / 29.93854528°N 121.4494889°E
小西坝是中国浙江省宁波市江北区的一处水利设施遗址，位于慈城镇前洋村，刹子港与姚江连接处。
最初，小西坝由南宋官员吴潜修建，与姚江南岸的大西坝相对，除航运外还起到隔绝咸潮，保证慈城淡水供应的作用。南宋坝体今已无存，部分基址仍存在于姚江河道中。现存1964年5月所建老闸，已废弃，1993年在其一侧建新闸，2015年重建。
2011年，小西坝旧址与姚江水系中多项水利设施一起以“姚江水利航运设施及相关遗产群”的名义被列入浙江省文物保护单位。2013年，小西坝和压赛堰遗址、大西坝旧址一起列入第七批全国重点文物保护单位（大运河——姚江水利航运设施子项）。

## 图片

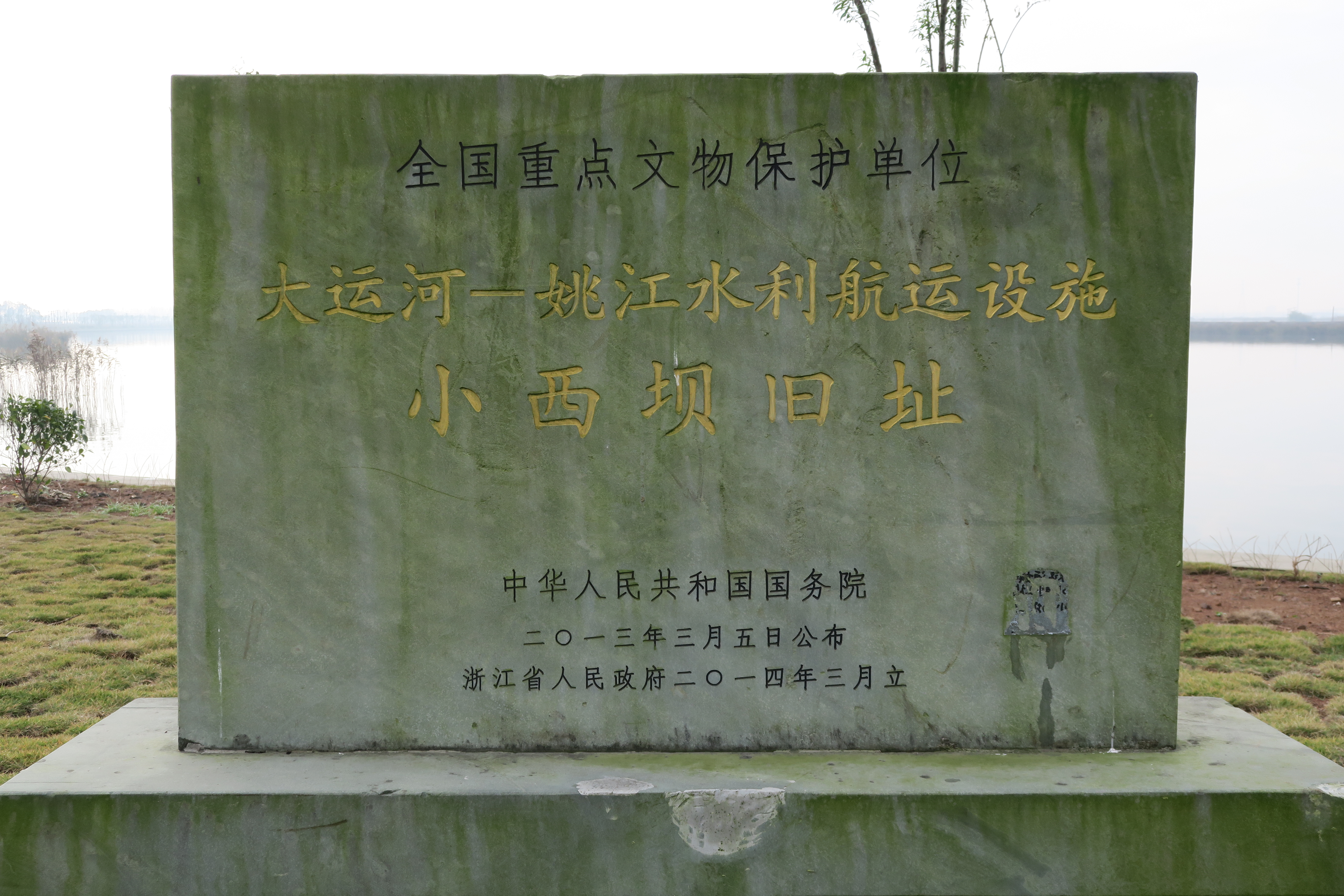
全国重点文物保护单位碑
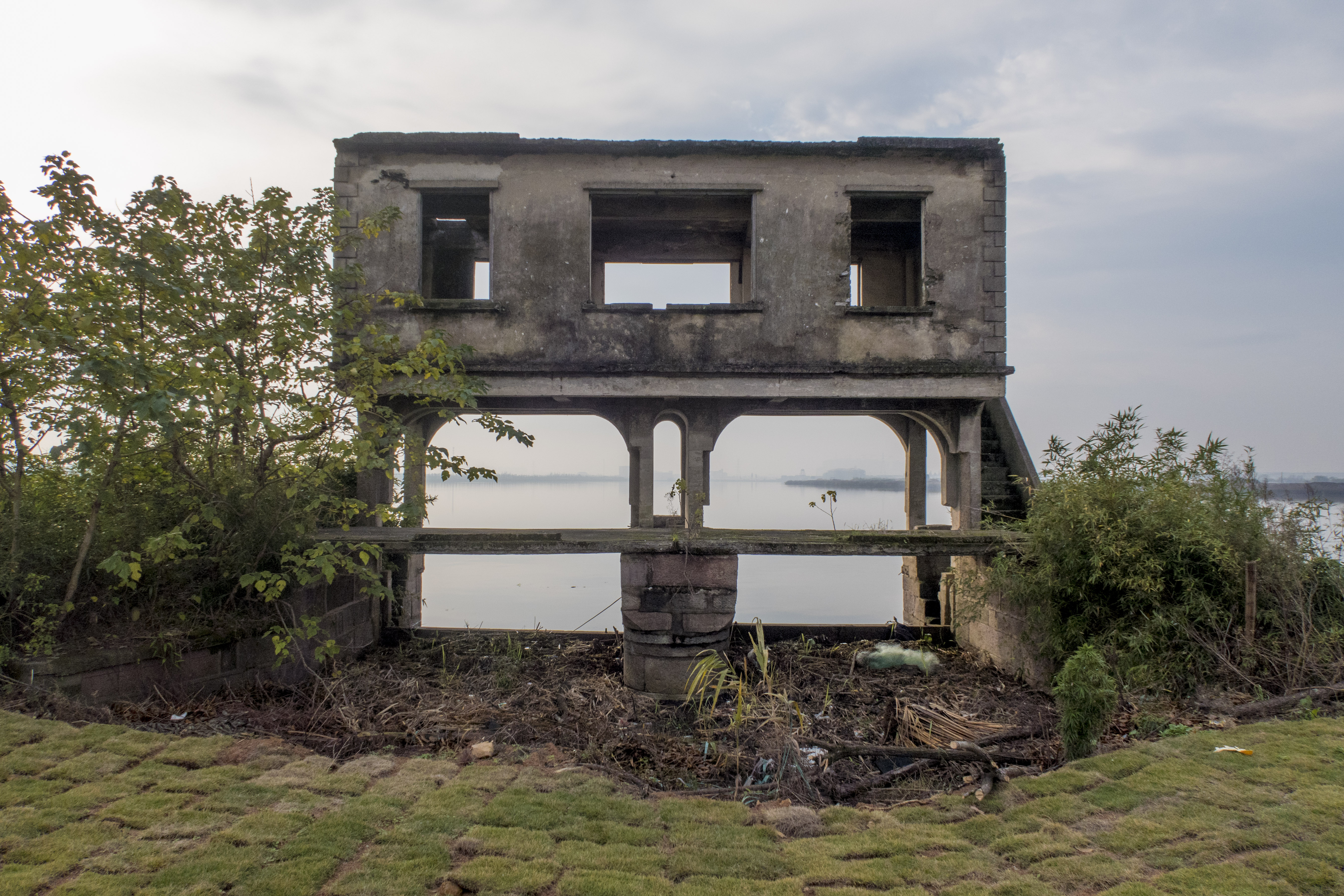
老闸背面
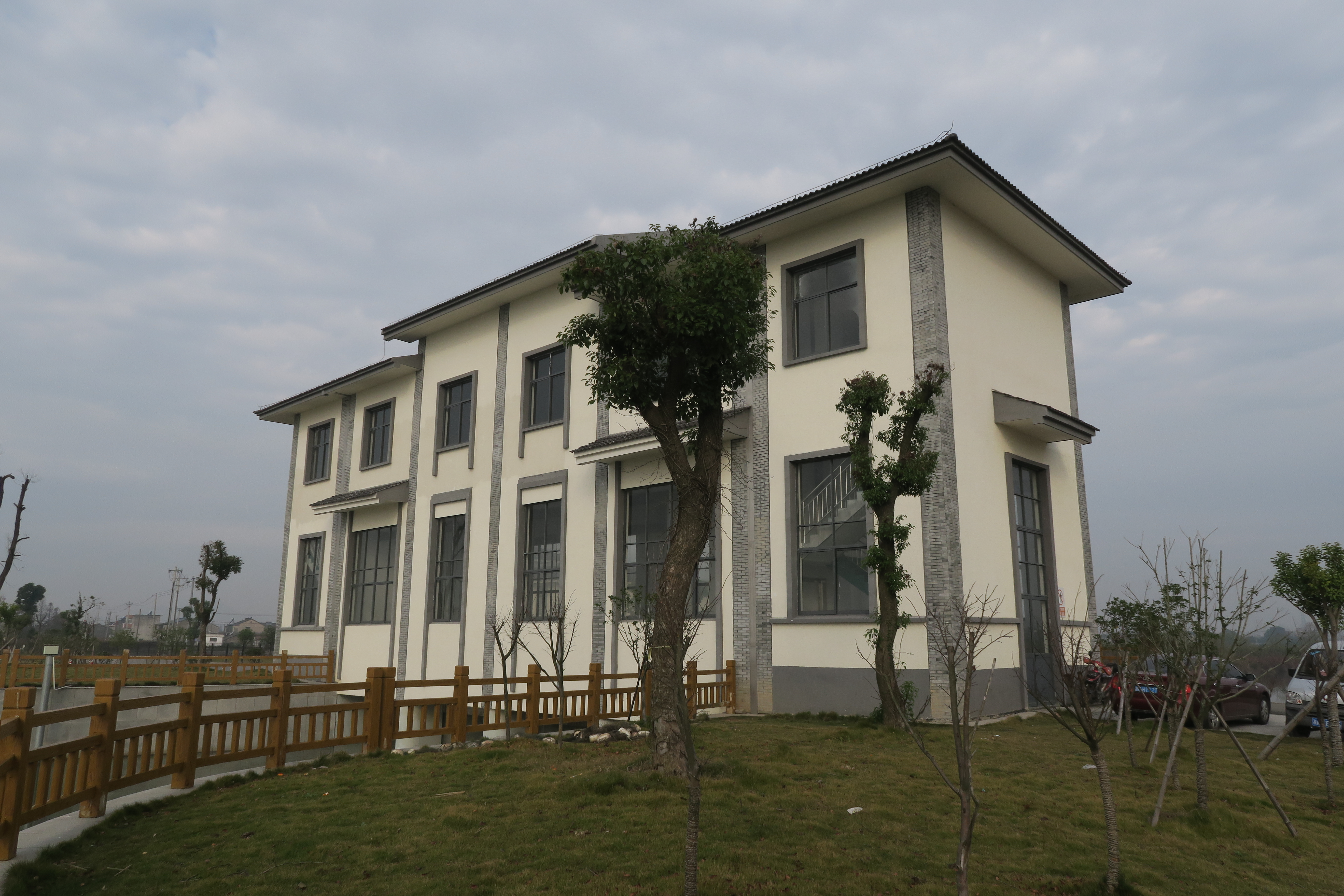
新闸